# Jan van Dongen jr
Jan van Dongen jr, volledige naam: Johannes Gerardina Antonius van Dongen, (Breda, 1 maart 1896 - Apeldoorn, 20 januari 1973, was een Nederlands architect. 

## Leven en werk
Hij groeide op in een katholiek gezin, waar zijn vader als smid en fietsenhandelaar werkte. Na de lagere school volgde hij de Ambachtsschool en voltooide deze met succes als leerling-timmerman.
Tijdens zijn militaire dienstplicht volgde hij een schriftelijke cursus tot bouwkundig opzichter. Van 1917 tot 1918 was hij stagiair bij zijn oom, architect Jan A. van Dongen, in Breda. In 1919 verhuisde hij naar Amsterdam, waar hij werkte voor de gemeente en bouwkunde studeerde. Na zijn afstuderen in 1923 trouwde hij en verhuisde hij naar Apeldoorn. Om verwarring met zijn oom te voorkomen, voegde hij 'jr.' toe aan zijn naam. De samenwerking met zijn oom duurde tot 1930. Enkele ontwerpen uit deze periode, zoals herenhuizen, villa's en een klooster in Breda, dragen de naam van zijn oom, maar zijn waarschijnlijk door Van Dongen jr. gemaakt.

## Architectuur en stilistische ontwikkeling
Van Dongens vroege kerkontwerpen tonen een opvallende vooruitstrevendheid. Een van zijn eerste grote projecten was de H.H. Fabianus en Sebastianuskerk (1924) in Apeldoorn, de eerste pilaarloze kerk in Nederland. Een jaar later ontwierp hij de Sacramentskerk in Breda. Hoewel het eerste futuristische ontwerp, door Van Dongen zelf een "lustpaleis" genoemd, te duur was om te bouwen, kreeg het de volledige instemming van de katholieke autoriteiten. Het uiteindelijke, eveneens opmerkelijke, ontwerp was een centraalbouw met een plafond van gewapend beton. Van Dongen stelde dat de buitenkant van de kerk uit het plan moest groeien, wat een principe van het functionalisme weerspiegelt.
Als overtuigd katholiek werd Van Dongen in 1925 lid van de Algemeene Katholieke Kunstenaars Vereeniging (AKKV). Hij werd een actieve figuur in het katholieke architectuurdebat en fungeerde als (hoofd)redacteur van tijdschriften als Mededeelingen en Van Bouwen en Sieren. Aanvankelijk stond hij kritisch tegenover het conservatieve tijdschrift Het R.K. Bouwblad en noemde de oprichting ervan een "daad van verraad". Later onderging hij echter een stilistische en ideologische ommezwaai en bekeerde hij zich tot een overtuigd traditionalist. In 1933 nam hij het initiatief voor een fusie van de bladen, met de motie dat het nieuwe orgaan "streng principieel" geredigeerd moest worden "in den geest van dat herstel" van de christelijke kunst.
Werken in traditionalistische stijl zijn onder andere de kerk van St. Franciscus (1931) in Steenwijksmoer, de St. Victor (1939) in Apeldoorn, de St. Theresia (1939) in Apeldoorn en de H. Geestkapel (1941) in Assel. 
Tijdens de Tweede Wereldoorlog was hij een van de architecten die verantwoordelijk waren voor de wederopbouw van de zwaar beschadigde steden Rhenen en Wageningen. Net als enkele andere vooraanstaande katholieke architecten was hij kort betrokken bij de fascistische beweging Nationaal Front, waarvan hij ongeveer twee maanden de leider was van de Apeldoornse tak. Desondanks weigerde hij in 1942 lid te worden van de door de Duitsers geïnstalleerde Kultuurkamer, waardoor hij zijn beroepslicentie als architect de facto verloor. Na de oorlog had hij weinig tot geen problemen met het verkrijgen van nieuwe opdrachten. Hij bouwde verwoeste kerken in een eigen ontwerp, maar restaureerde ook gebouwen naar hun oorspronkelijke staat. Hij bleef traditionalistische stijlen gebruiken voor zijn nieuwe kerken, hoewel deze verschilden van zijn vooroorlogse werk. Zijn ontwerpen in de jaren zestig werden functionalistischer van aard, met name in zijn laatste twee kerken: de St. Franciscuskerk (1961-1962) in Nunspeet en de St. Nicolaaskerk (1962-1964) in Odijk.
Van Dongen ging in 1969 met pensioen en overleed op 20 januari 1973 in Apeldoorn. Zijn kantoor werd niet voortgezet.

## Enkele werken
| Jaartal             | Locatie                       | Omschrijving                           | Status                | Afbeelding |
| ------------------- | ----------------------------- | -------------------------------------- | --------------------- | ---------- |
| 1923-1925           | Apeldoorn, Sebastiaanplein 1  | H.H. Fabianus en Sebastianuskerk       | Rijksmonument         |            |
| 1926-1928           | Breda, Zandberglaan 28        | H. Sacramentskerk                      | Gemeentelijk monument |            |
| 1931-1932           | Steenwijksmoer, Hoofdweg 32   | H. Franciscuskerk                      | Rijksmonument         |            |
| 1933-1934           | Assen, Dr. Nassaulaan 3B      | Onze-Lieve-Vrouw-ten-Hemelopnemingkerk | Rijksmonument         |            |
| 1938-1939           | Apeldoorn, Deventerstraat 459 | Kapel St. Jozefgesticht                | Gemeentelijk monument |            |
| 1939-1940           | Apeldoorn, Zilverschoon 39    | H. Theresia van het kind Jezuskerk     | Gemeentelijk monument |            |
| 1940-1941           | \| H. Geestkapel              | Gemeentelijk monument                  |                       |            |
| Emmen, Meerstraat 2 | H. Pauluskerk                 | Provinciaal monument                   |                       |            |